# Vehicle únic

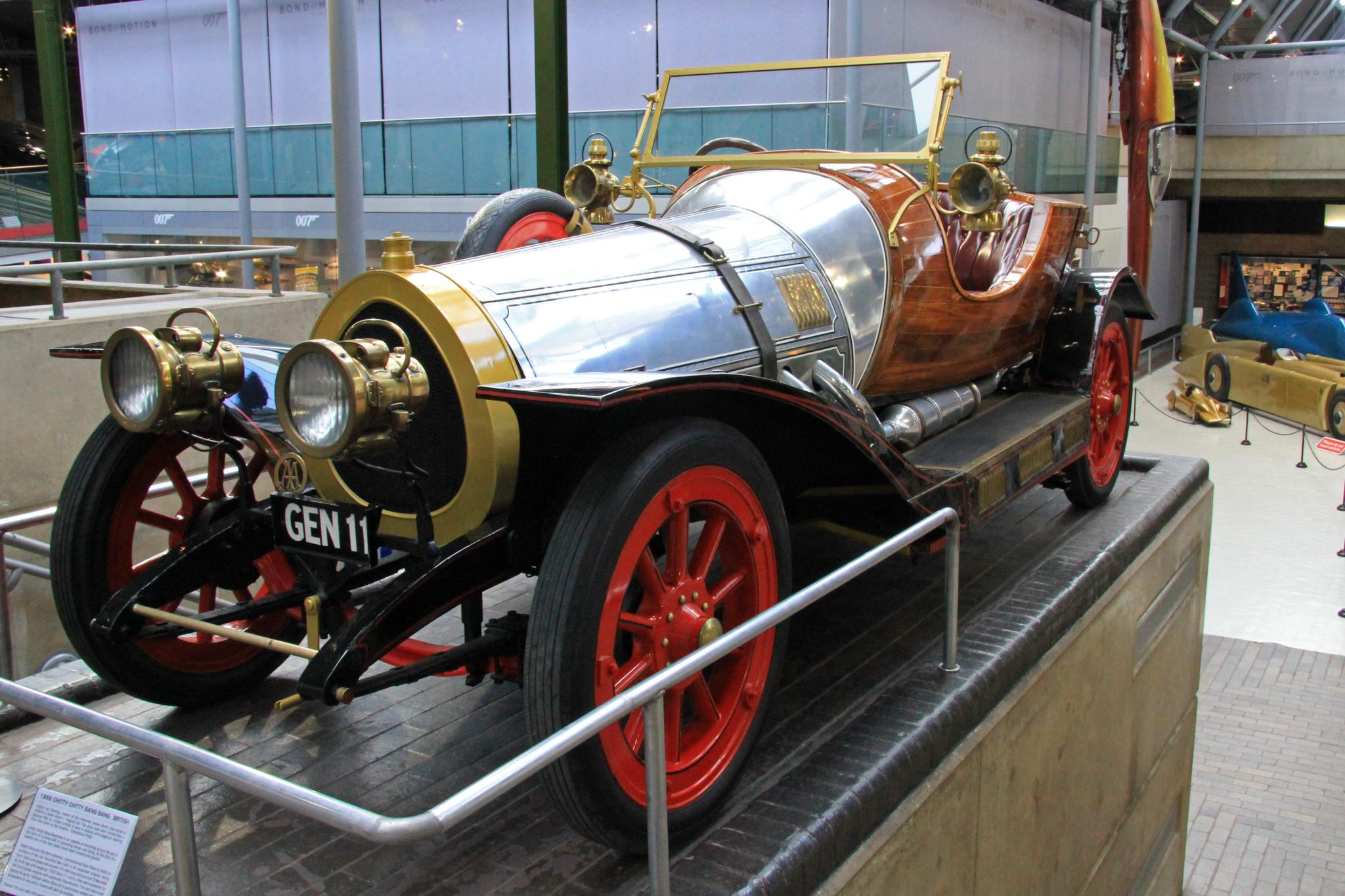
Cotxe del film Chitty Chitty Bang Bang

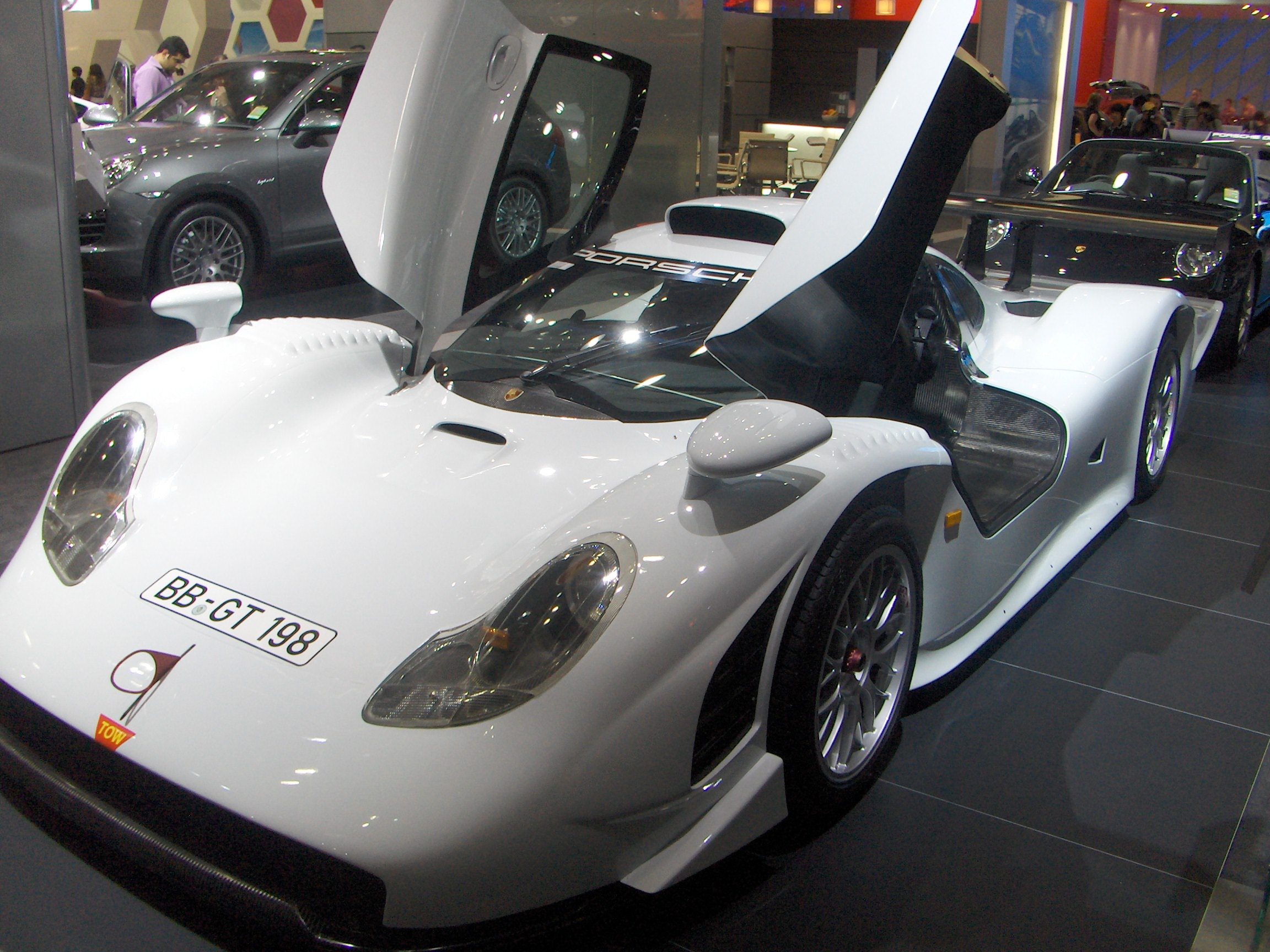
Porsche 911 GT1-98 (Straßenversion)

En el camp dels vehicles autoritzats per a circular, un vehicle únic és aquell que només fou fabricat una vegada. La producció de vehicles únics es redueix a un exemplar en cada cas.
Els casos més fàcils d’analitzar són els dels automòbils I motocicletes. Els automòbils únics I les motocicletes úniques s’acostumen a conservar i a exhibir en museus. Els vehicles aeronàutics, amb notables excepcions, no es conserven tant (per culpa d'accidents i desaparicions). Els vehicles navals presenten una munió de models únics. Un exemple no exclusiu podria ser el dels iots de vela i de motor.
Alguns casos de vehicles no legalitzats poden ser inclosos en aquest article si presenten característiques especialment notables (motor, xassís, carrosseria…).

## Automòbils
Abans de la fabricació en sèrie els automòbils es construïen artesanalment. Primerament tot l’automòbil i, posteriorment, només la carrosseria sobre un xassís proporcionat per la fàbrica. D’aquesta època hi ha molts exemplars únics. Molts clients es feien fer l’automòbil a mida. D’aquella munió d’automòbils únics només convé exposar-ne uns quants. Aquells que, a més de ser en un museu, presenten algunes característiques destacables.

### Alfa Romeo 40-60 HP Castagna

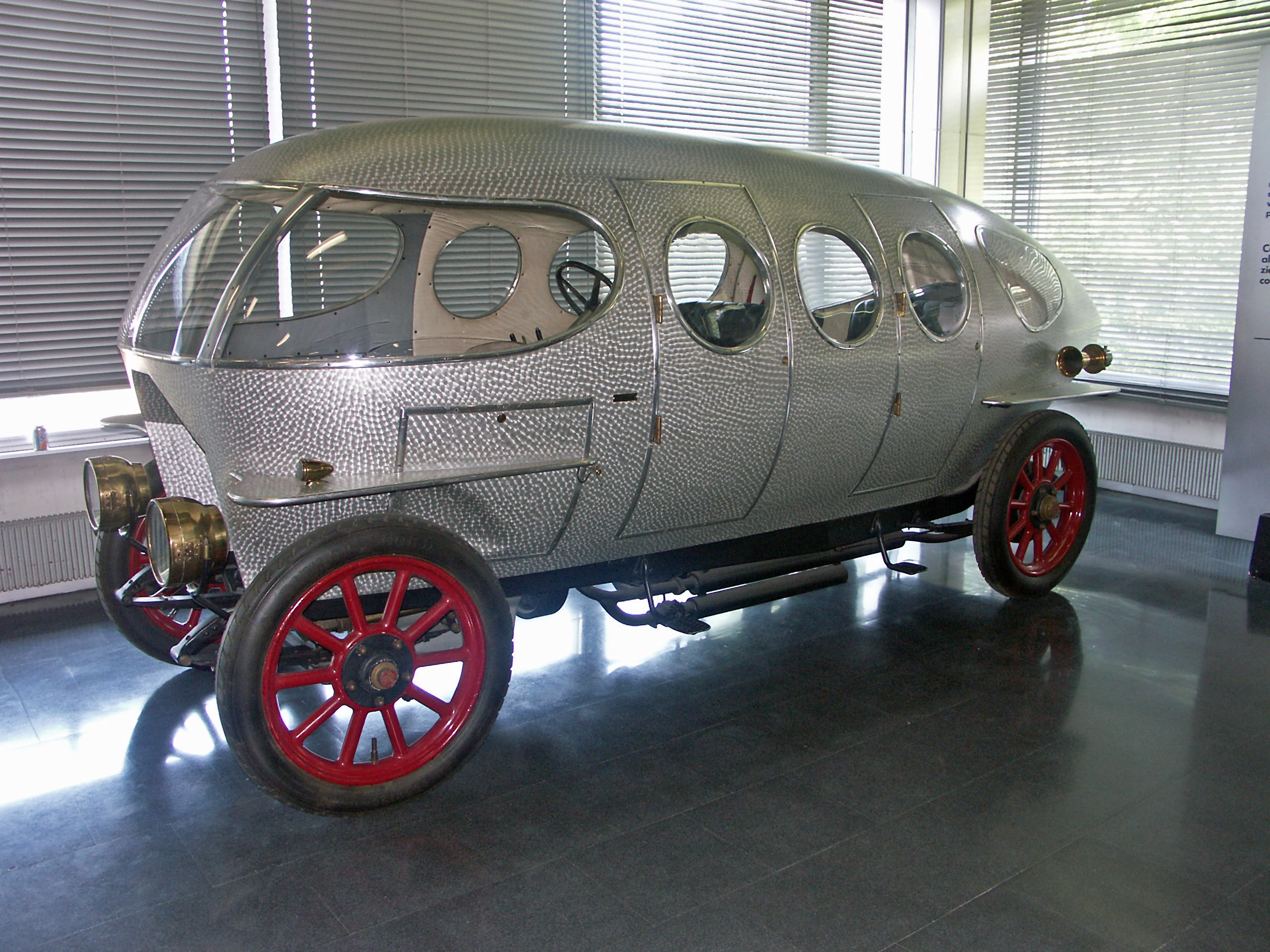
Prototipus A.L.F.A 40-60 HP Aerodinamico, carrosseria Castagna, 1914.

La casa A.L.F.A. fabricava un automòbil de carrer designat 40/60. Projectat per l'enginyer Giuseppe Merosi disposava d’un motor de 4 cilindres en línea (de i arbre de lleves en culata) i proporcionava 70 CV (52 kW) amb una velocitat màxima de 125 km/h. En la versió de competició la potencia assolia els 73 CV (54 kW) i una velocitat de 137 km/h.
El 1914 el comte milanès Marco Ricotti va encarregar una carrosseria aerodinàmica a la firma especialitzada Castagna que permetia la velocitat de 140 km/h. Aquest model únic s’anomenaria oficialment “aerodinamica” i popularment “Siluro Ricotti”.

### 1922.Automòbils de vapor Doble.
A partir de 1922 els germans Doble construïren els models de les sèries C, D, R i F. Pràcticament cada unitat era única, amb canvis significatius en el xassís, la caldera, el motor i la carrosseria.

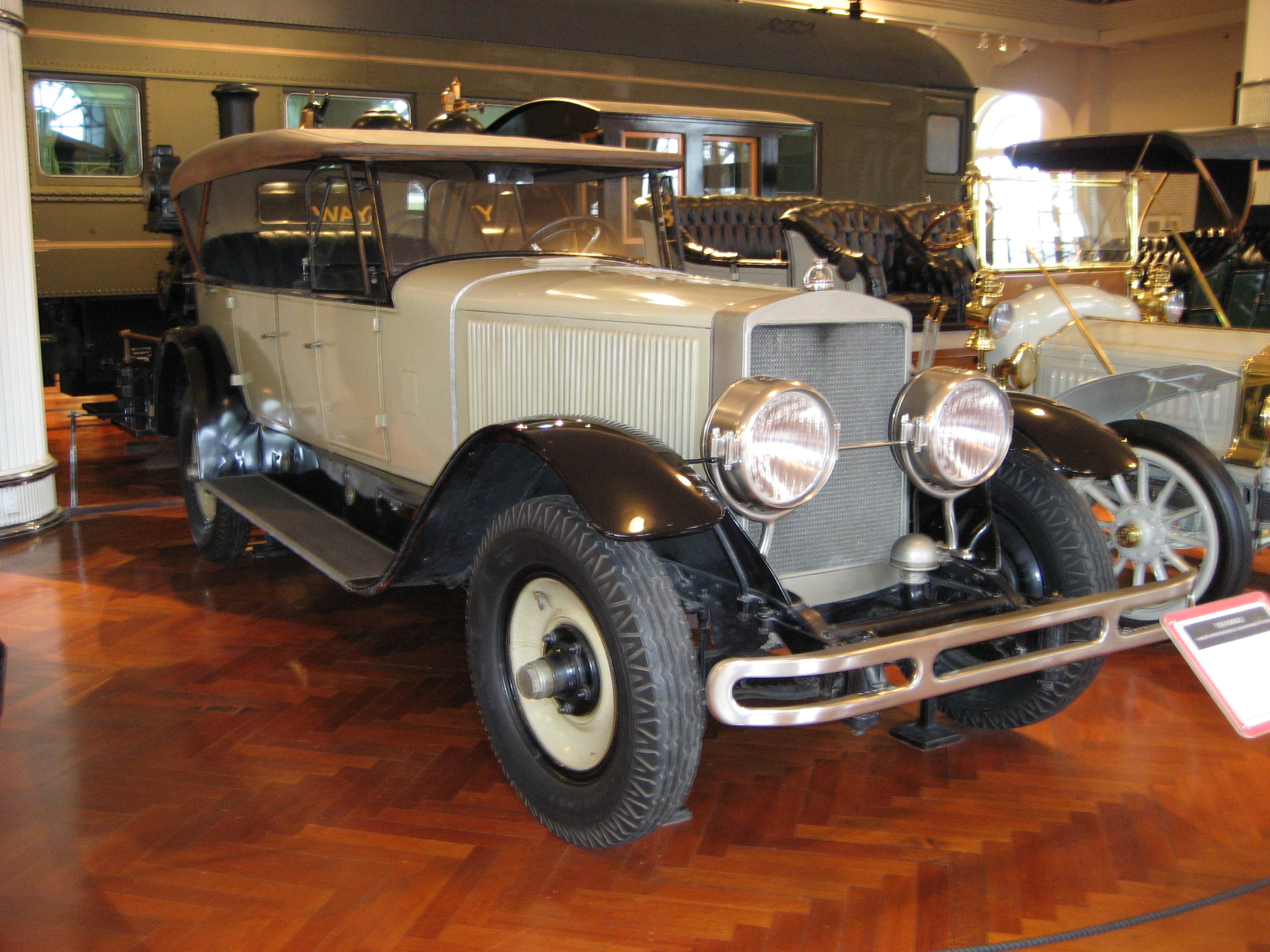
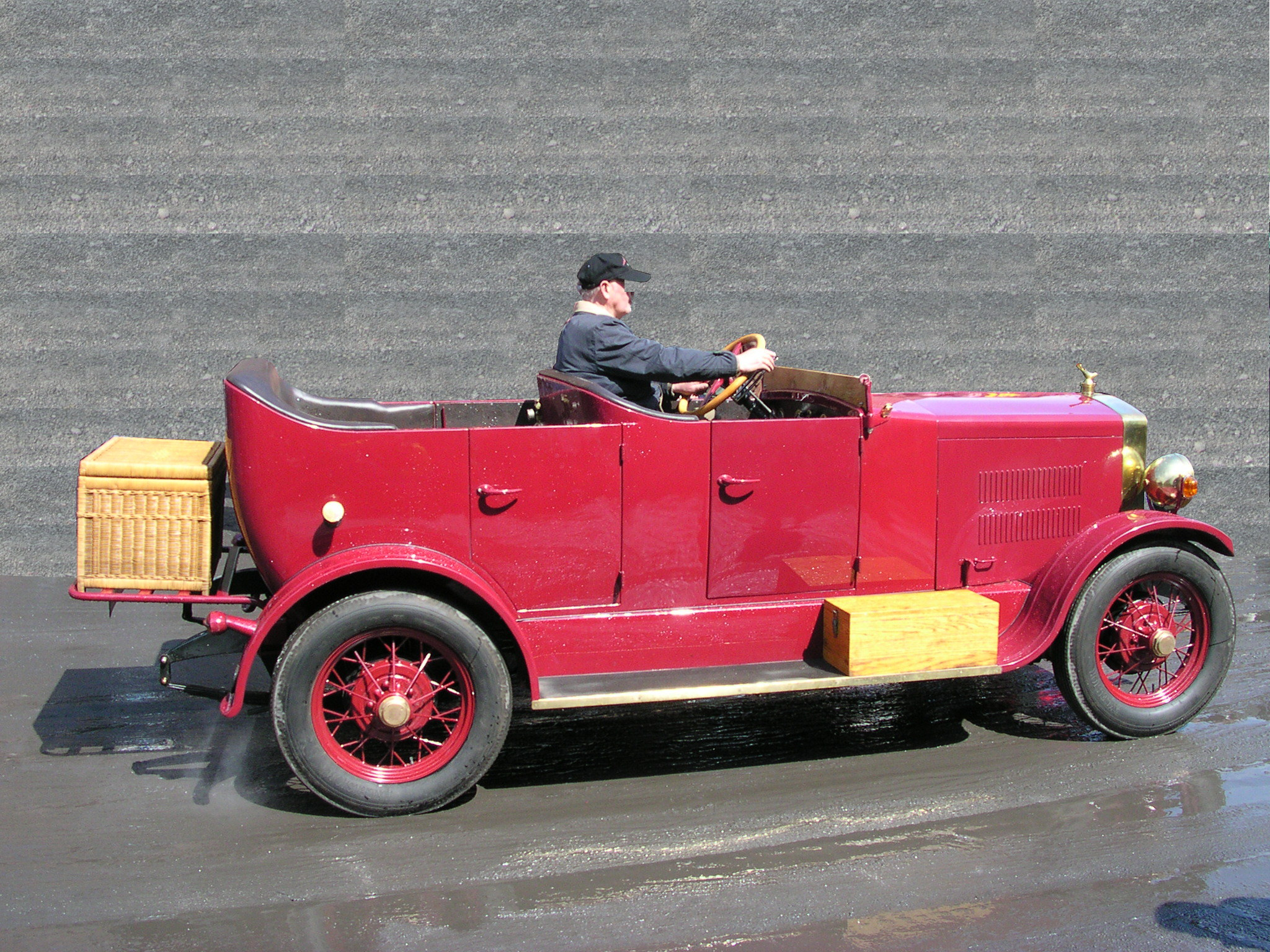

### 1924. Hispano Suiza "Tulipwood"

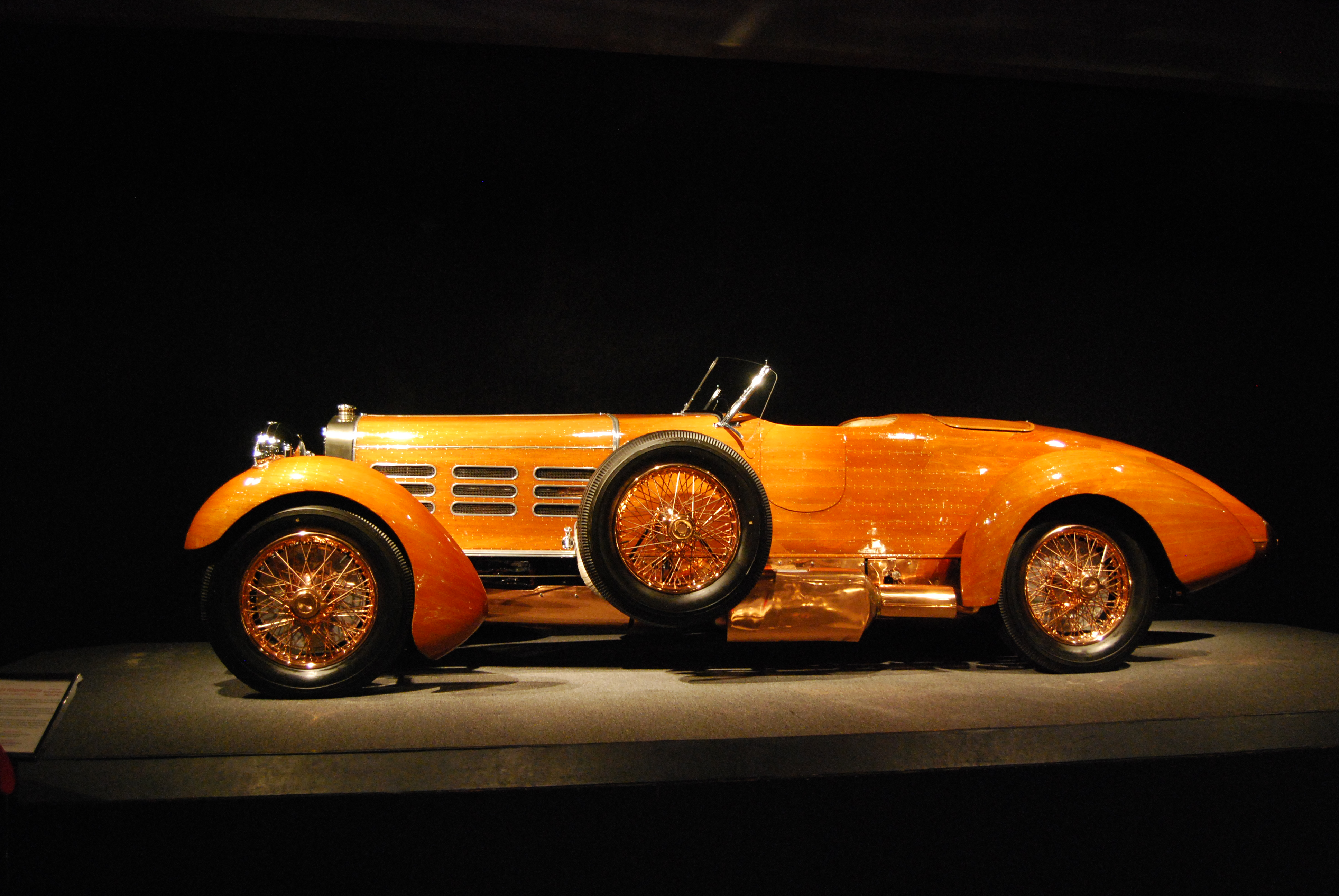
Hispano-Suiza H6B Nieuport Tulipwood Torpedo. Amb carrosseria de fusta de tuliper.

L'extraordinari i molt acabalat Dubonnet (net i hereu del fabricant d'aperitius Dubonnet) va encarregar un automòbil de competició a Hispano Suiza basat en el model Boulogne. La carrosseria fou encarregada a  Nieuport, fabricant d'avions.
- Llarg: 5.537 mm (218.0 in)
- Ample: 1,791 mm (70.5 in)
- Alt (sense parabrisa) cowl: 1.245 mm (49.0 in)
- Alt (amb parabrisa): 1.524 mm (60.0 in)

- Batalla: 3.378 mm (133.0 in)
- Rodes: 508 mm (20.0 in)
- Pes: 1,583 kg (3,490 lb)
- Transmissió: Caixa manual de tres velocitats
- Suspensió davantera: Eix rígid passiu
- Suspensió posterior: Eix rígid actiu amb molles semi-el·líptiques

- Motor: Hispano-Suiza L 6 
  - Diàmetre del pistó: 110 mm (4.3 in)
  - Cursa: 140 mm (5.5 in)
  - Cilindrada: 7,982 cc (487 cu in)
- Potència màxima estimada: 195 hp (145 kW) a 3000 rpm

- Carrosseria: de tires de fusta de tuliper clavades amb claus de llautó (alguns parlen de reblons) sobre quadernes de fusta. Hi ha dubtes sobre alguns detalls tècnics. Hi ha fonts que parlen d'elements estructurals d'avet. Altres autors indiquen una sub-carrosseria d'alumini. El pes total seria de 78 kg.[7]

Malgrat l'aspecte luxós es tractava d'una màquina de curses. Va quedar sisè a la Targa Florio i cinquè a la Copa Florio.

### 1927. Bugatti Type 41 Royale

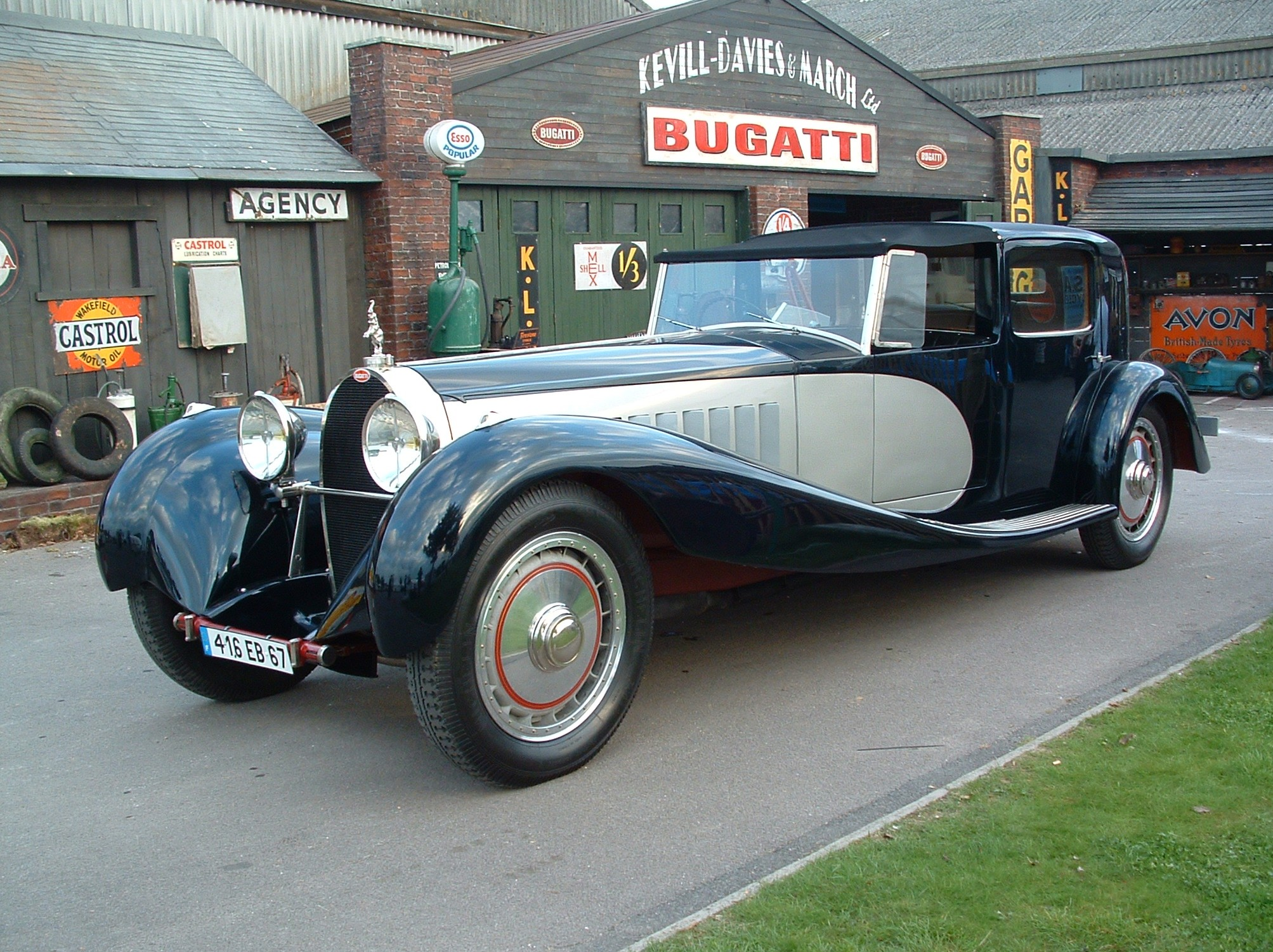
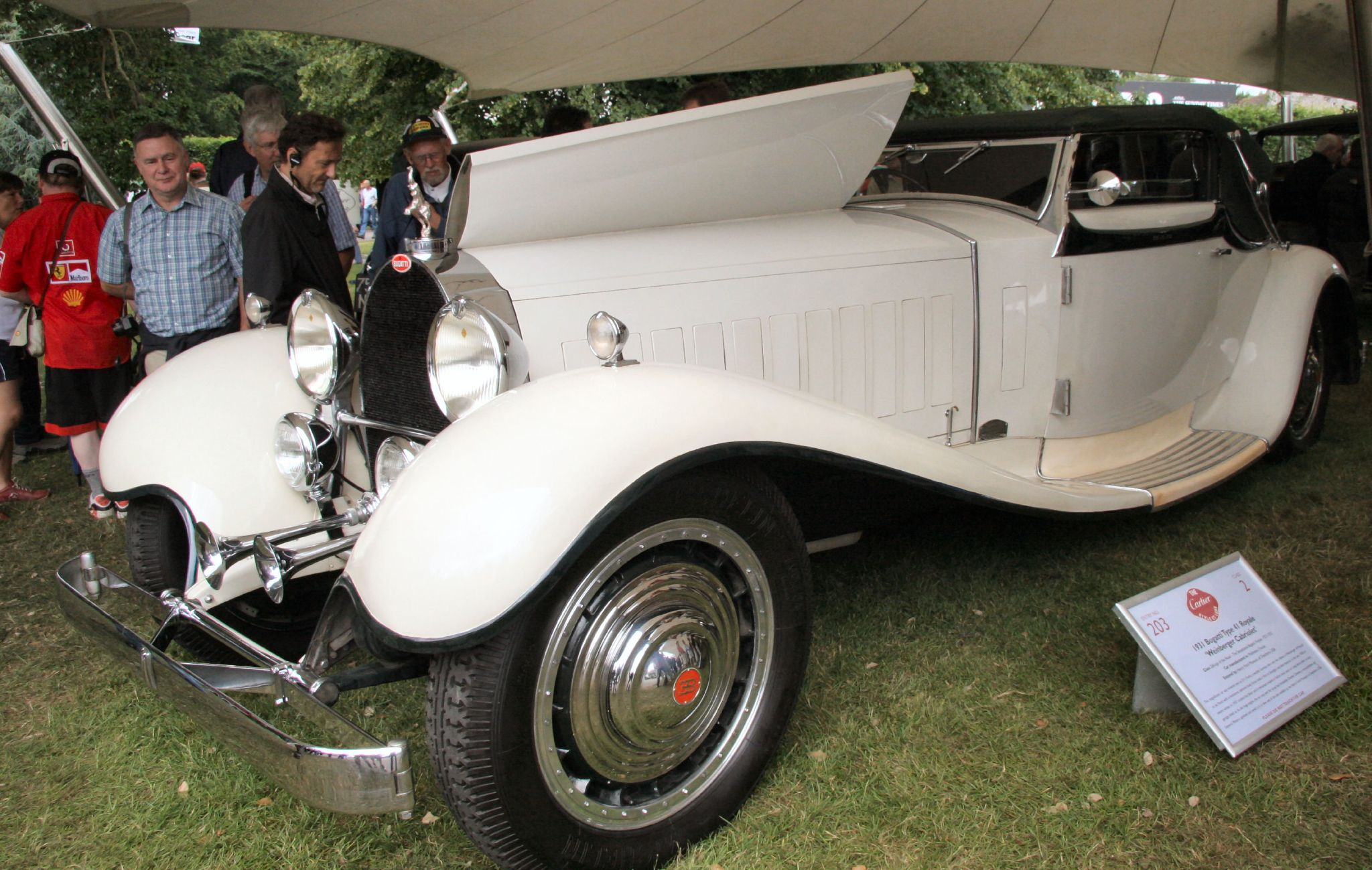
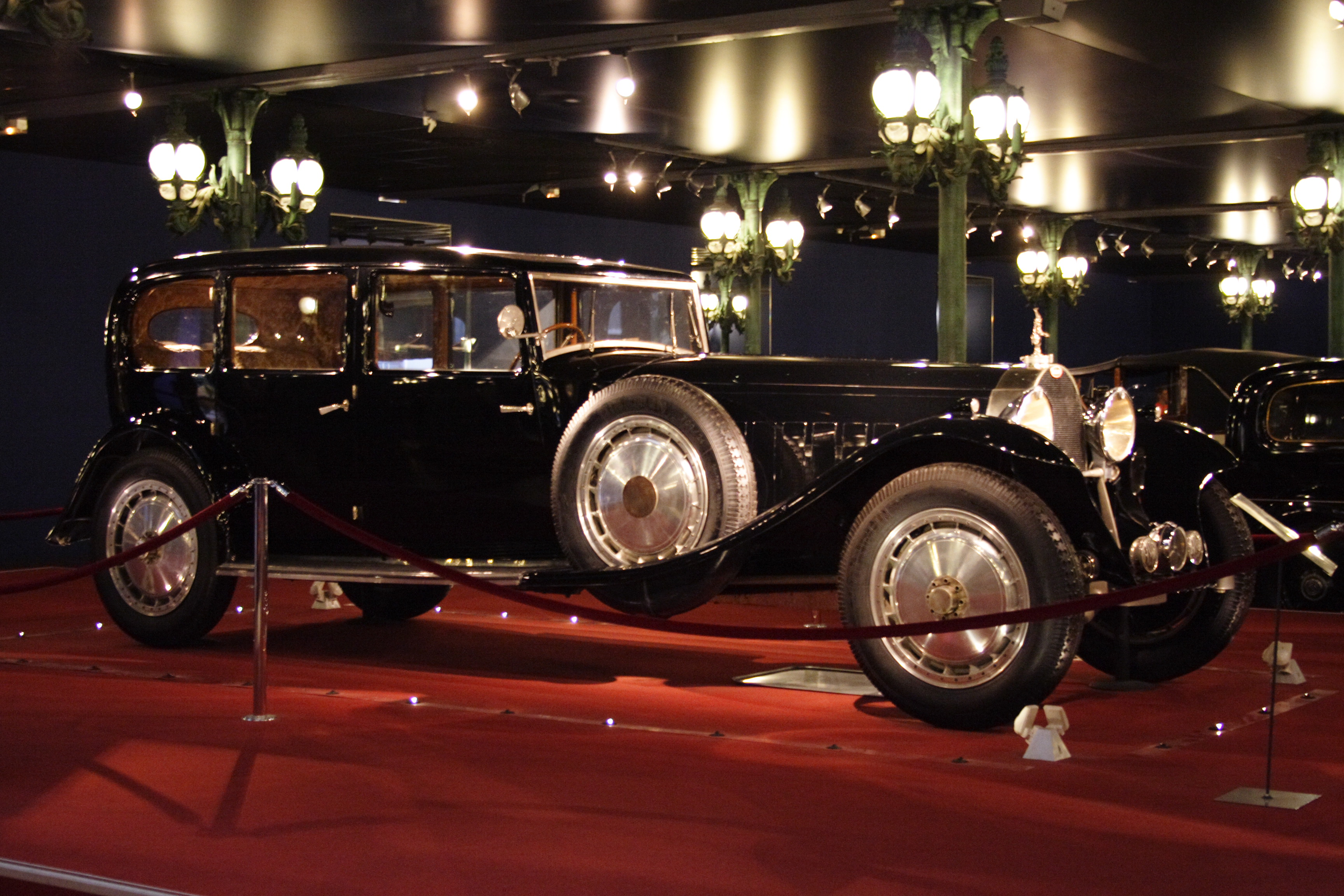
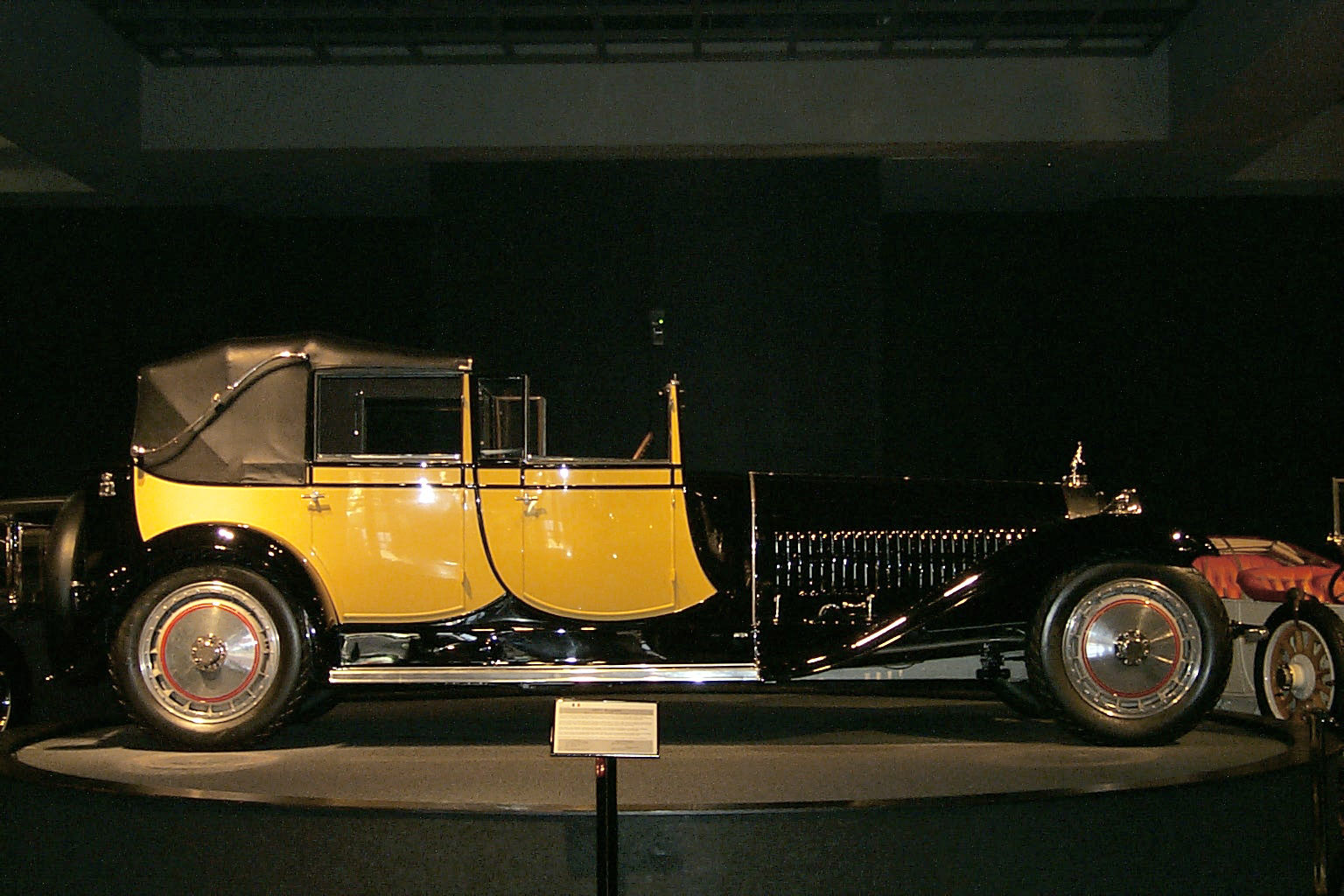
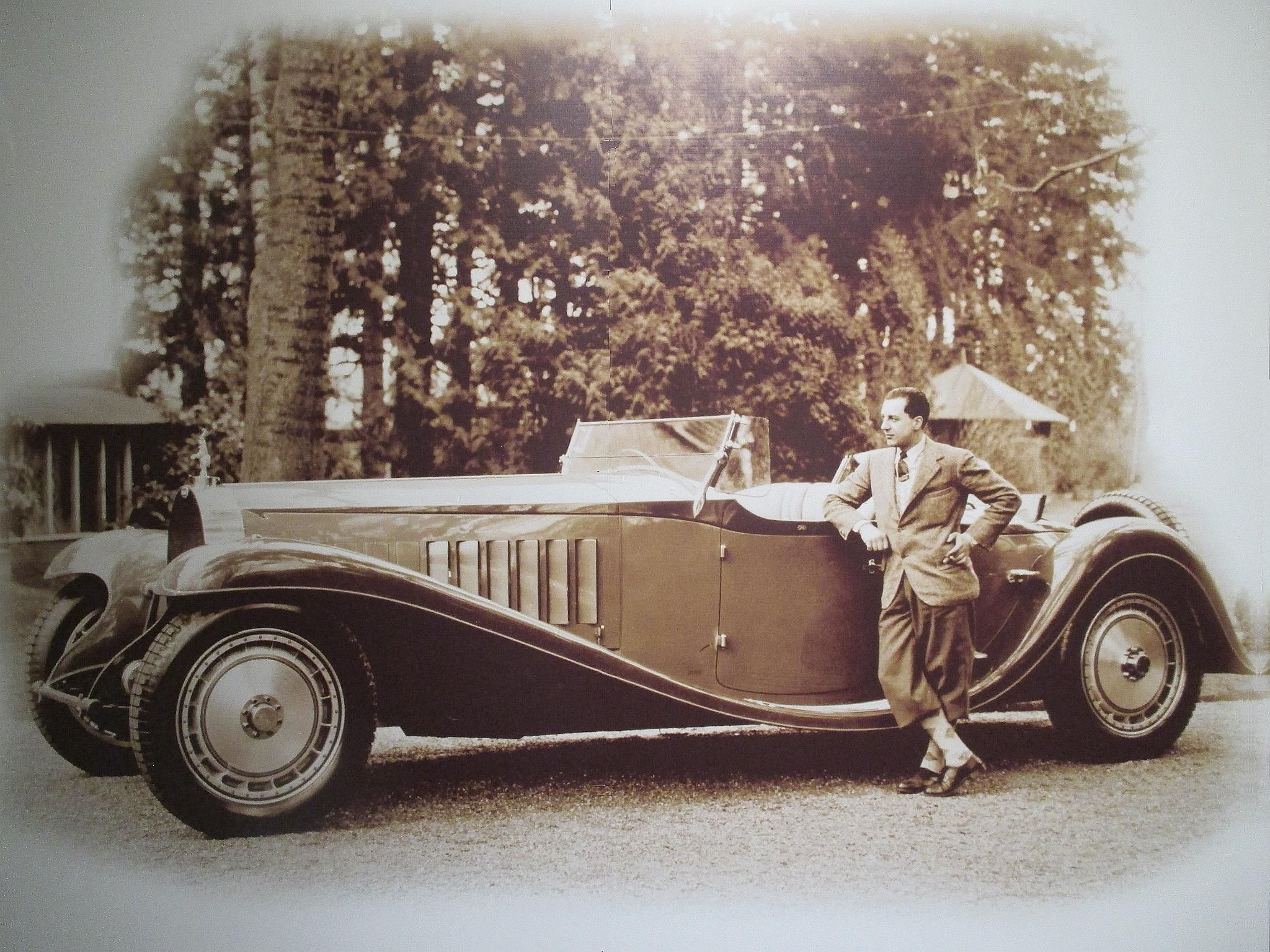

### 1931. Hispano-Suiza J12.
Aquest automòbil de luxe es venia despullat, només amb el xassís i el motor. Tots el J12 foren únics. El motor era V12 a 60 graus. El bloc motor es mecanitzava a partir d’un totxo de 313 kg. El cigonyal girava sobre set coixinets. Cada cilindre tenia dues vàlvules accionades per balancins des d’un arbre de lleves central. Segons el dissenyador, Mark Birkit, aquesta solució (aparentment menys sofisticada que els arbres de lleves en culata) fou escollida com a menys sorollosa.
- A la pel·lícula Borsalino & Co es pot admirar un Hispano-Suiza J12.[8]

### 1938. Hispano-Suiza H6B Dubonnet Xenia

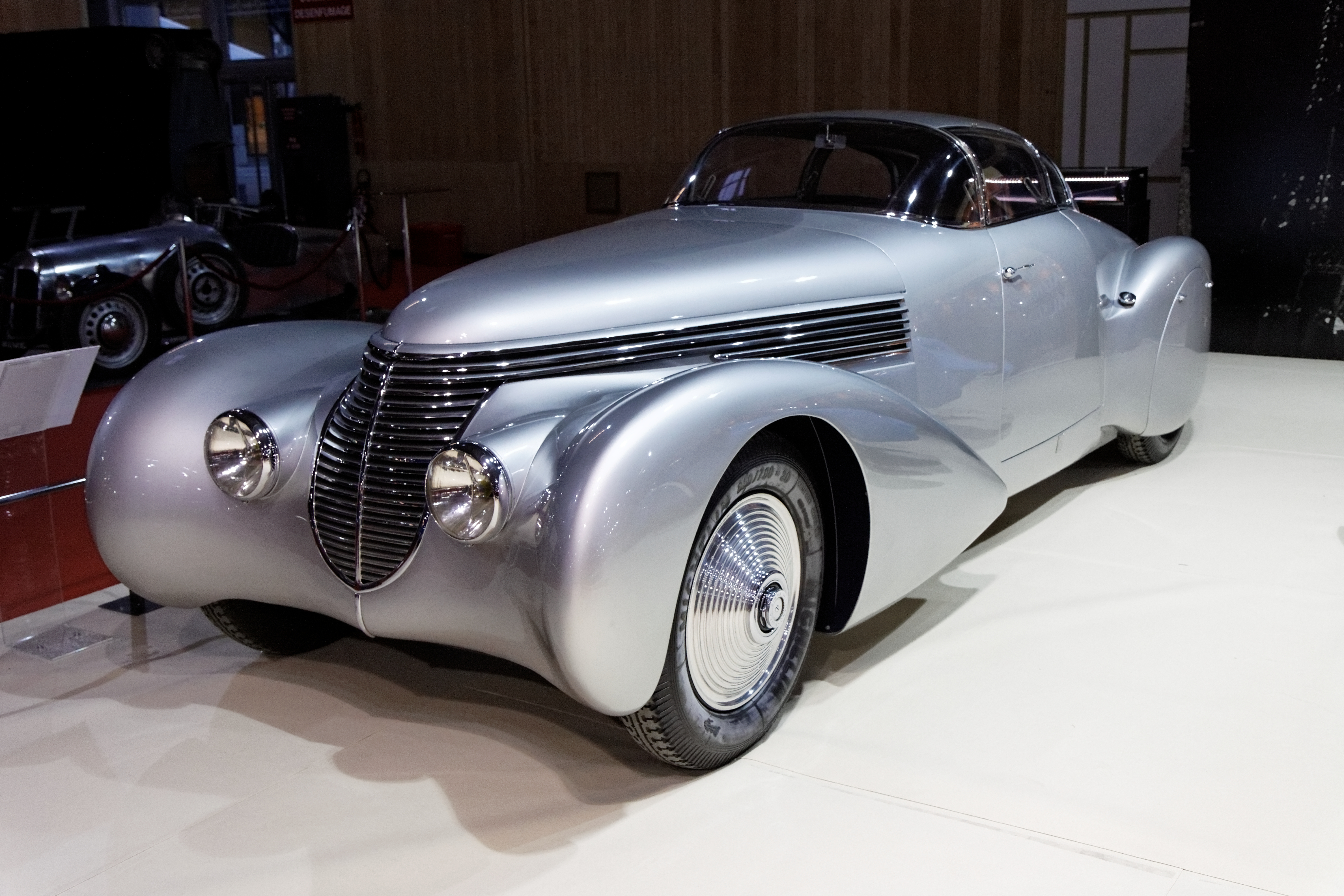
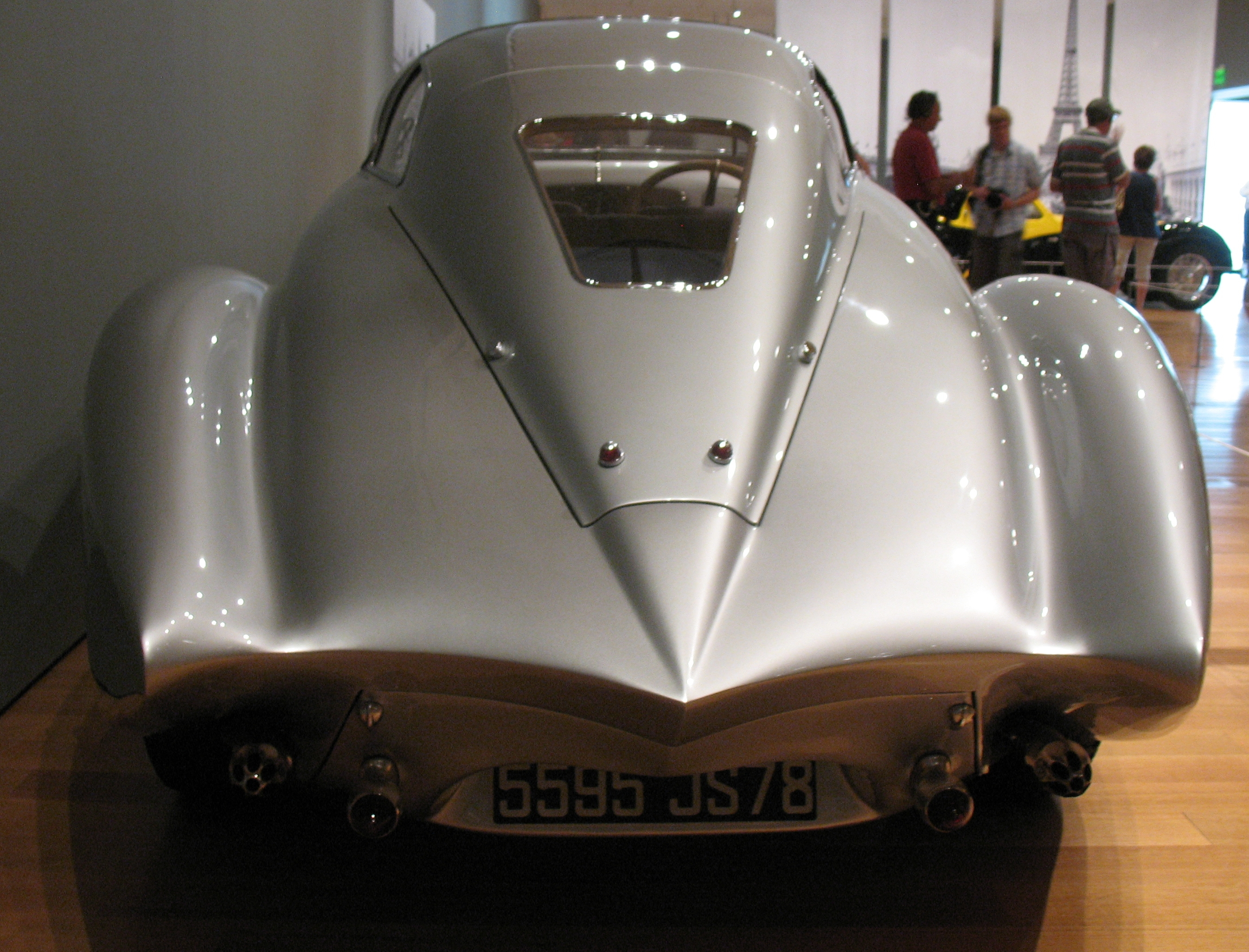

### 1938. Phantom Corsair
El Phantom Corsair fou construït com un sedan de dues portes per a sis passatgers. Una carrosseria futurista es va muntar sobre un xassís Cord 810.Aquest automòbil fou el resultat de la col·laboració entre el jove Rust Heinz (hereu dels magnats de la indústria alimentaria Heinz) i la firma dels carrossers Bohman & Schwartz. La mecànica escollida fou la del Cord 810 amb un motor Lycoming V8 i tracció davantera.
- L’habitacle era molt luxós segons disseny imitant l’art deco
- Les portes no tenien manetes i s’obrien elèctricament. Entre altres instruments hi havia un altímetre i un compàs magnètic. Un conjunt de pilots òptics indicaven si les portes no estaven ben tancades o si el receptor de radio estava engegat.[13]

Les intencions de fabricació quedaren sense efecte per la mort del promotor Rust Heinz en accident de cotxe.

### 1964. Alfa Romeo Canguro
La carrosseria de fibra de vidre formava una pell sobre una estructura multi-tubular d'acer.

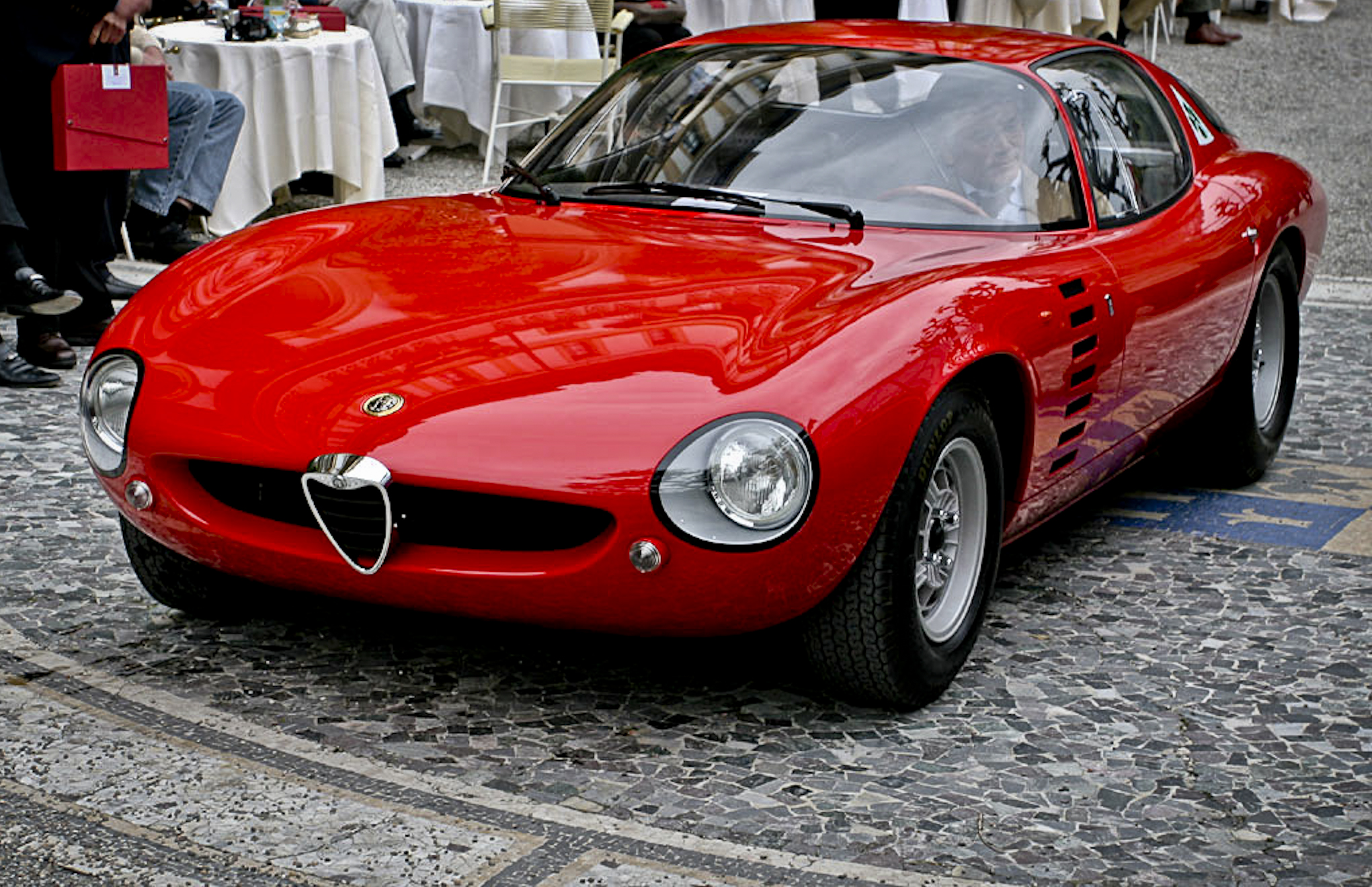
Alfa Romeo Canguro

### 2006. Ferrari P4/5 by Pininfarina
El nord-americà James Glickenhaus va encarregar a la firma Pininfarina una carrosseria especial inspirada en el model de curses P3. La base mecànica era la del model Ferrari Enzo. El resultat es designaria amb la referència Ferrari P4/5 by Pininfarina, autoritzada per la casa Ferrari.

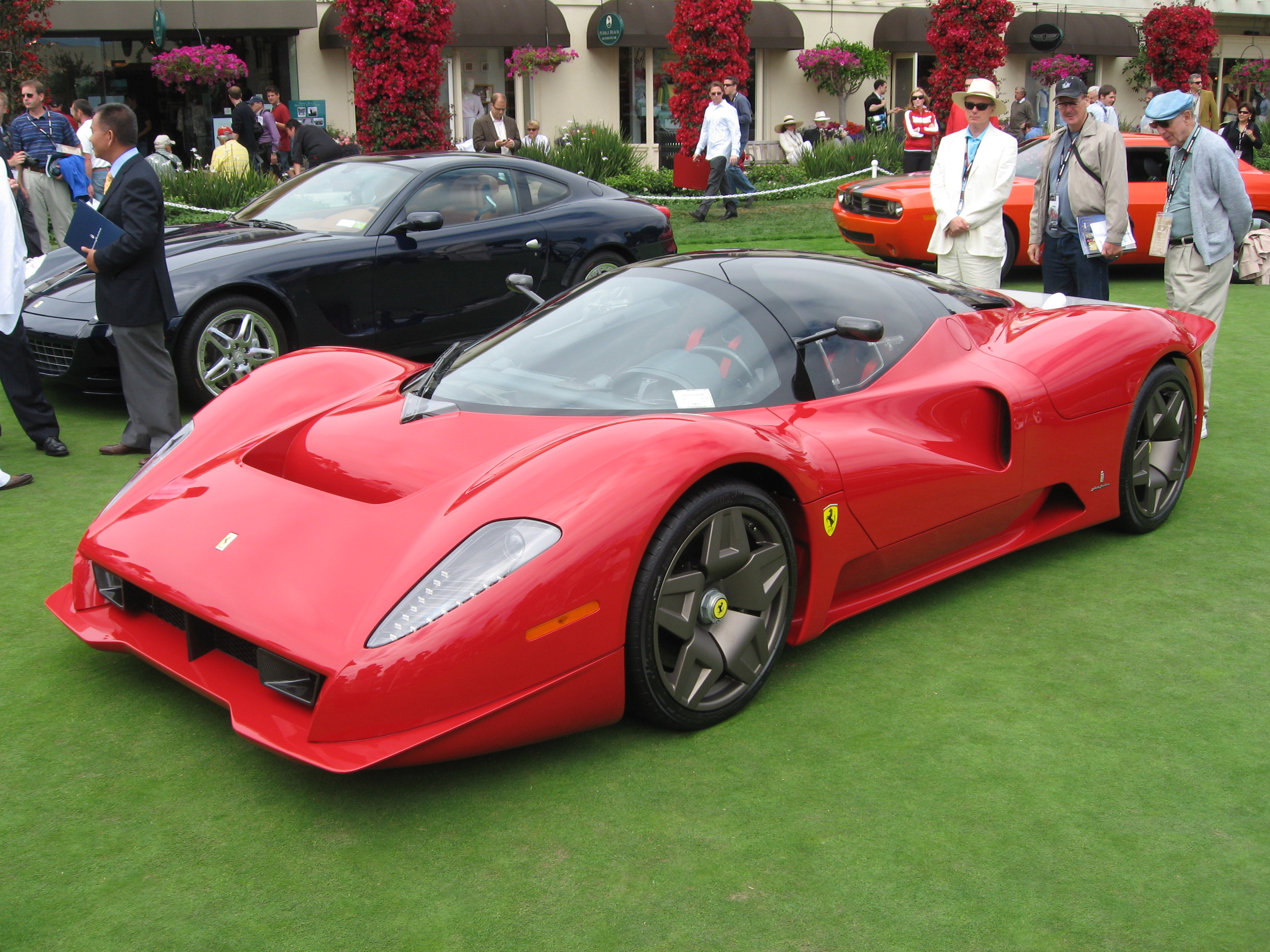
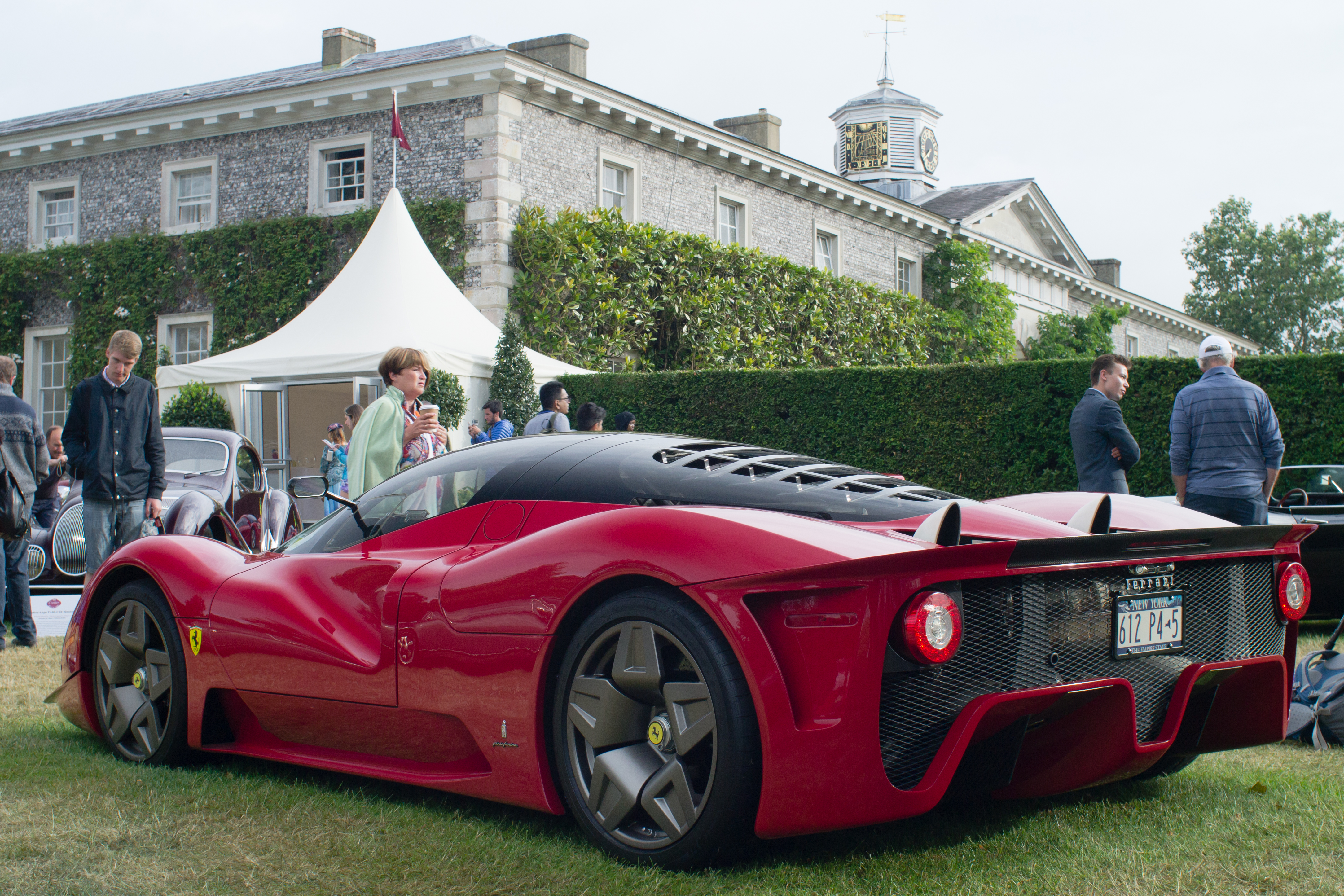
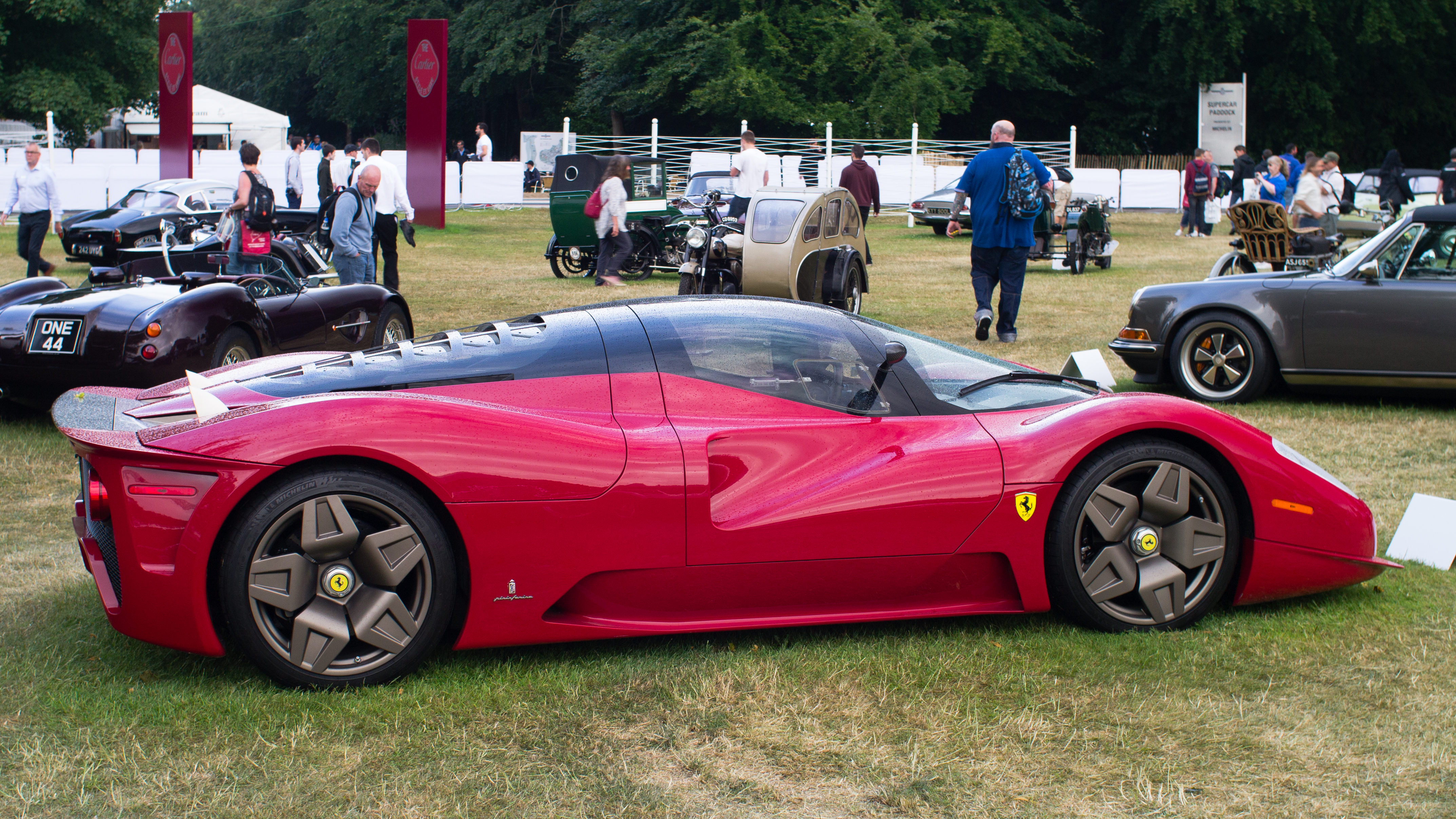

## Motocicletes

### 1955. Guzzi Otto Cilindri

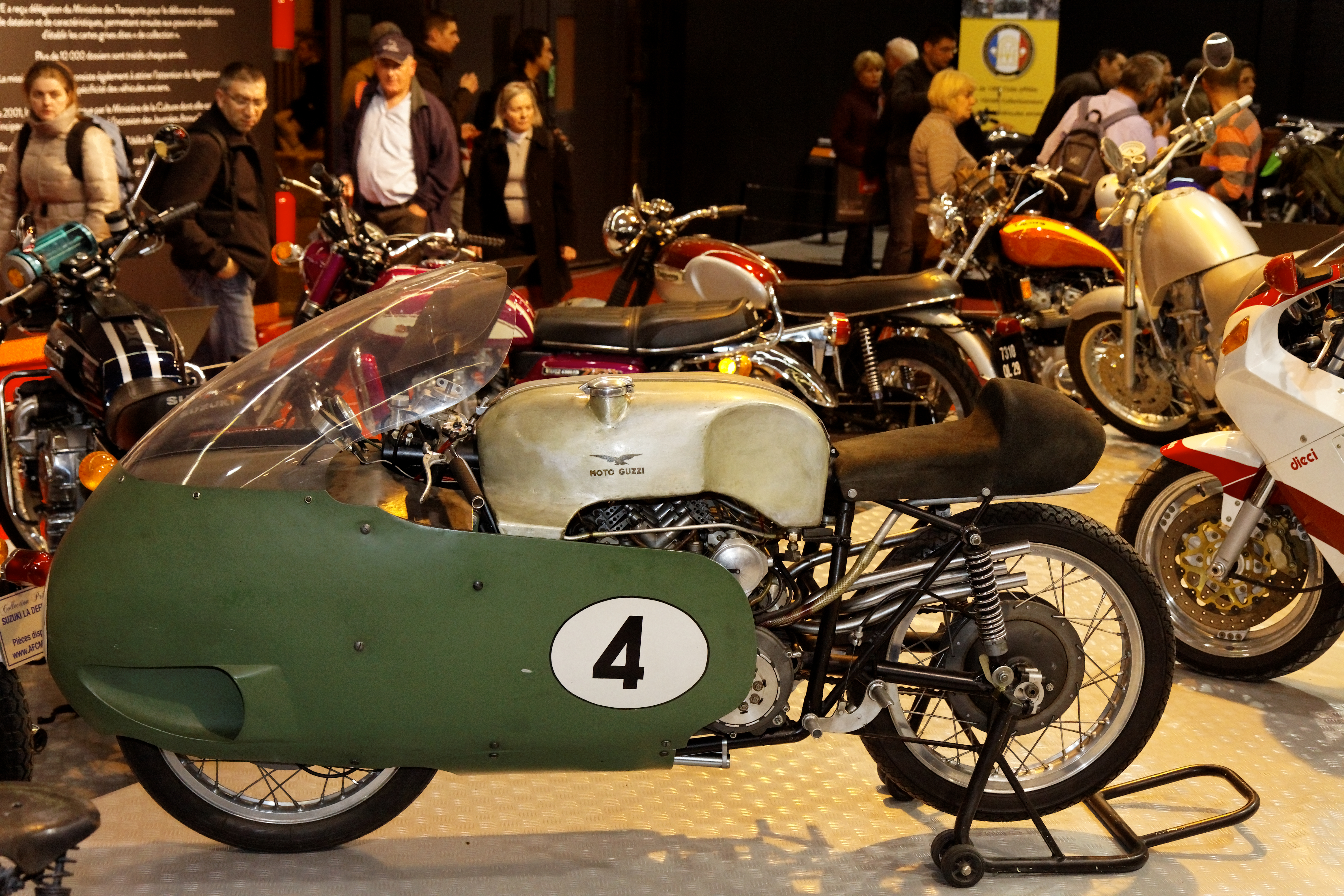
Moto Guzzi - Otto Cilindri

El motor era un V8 de 500 cc refredat per aigua. Dos arbres de lleves en culata (4 arbres en total) accionats per una cascada de rodes dentades. Oferia una potència de 78 hp (58 kW) a 12000 rpm i pesava 45 kg. Fou dissenyat per l'enginyer Giulio Carcano.
La motocicleta va batre el rècord de velocitat amb una xifra de 280 km/h, marca de es mantindria durant 20 anys.

### 1991. Britten V1000

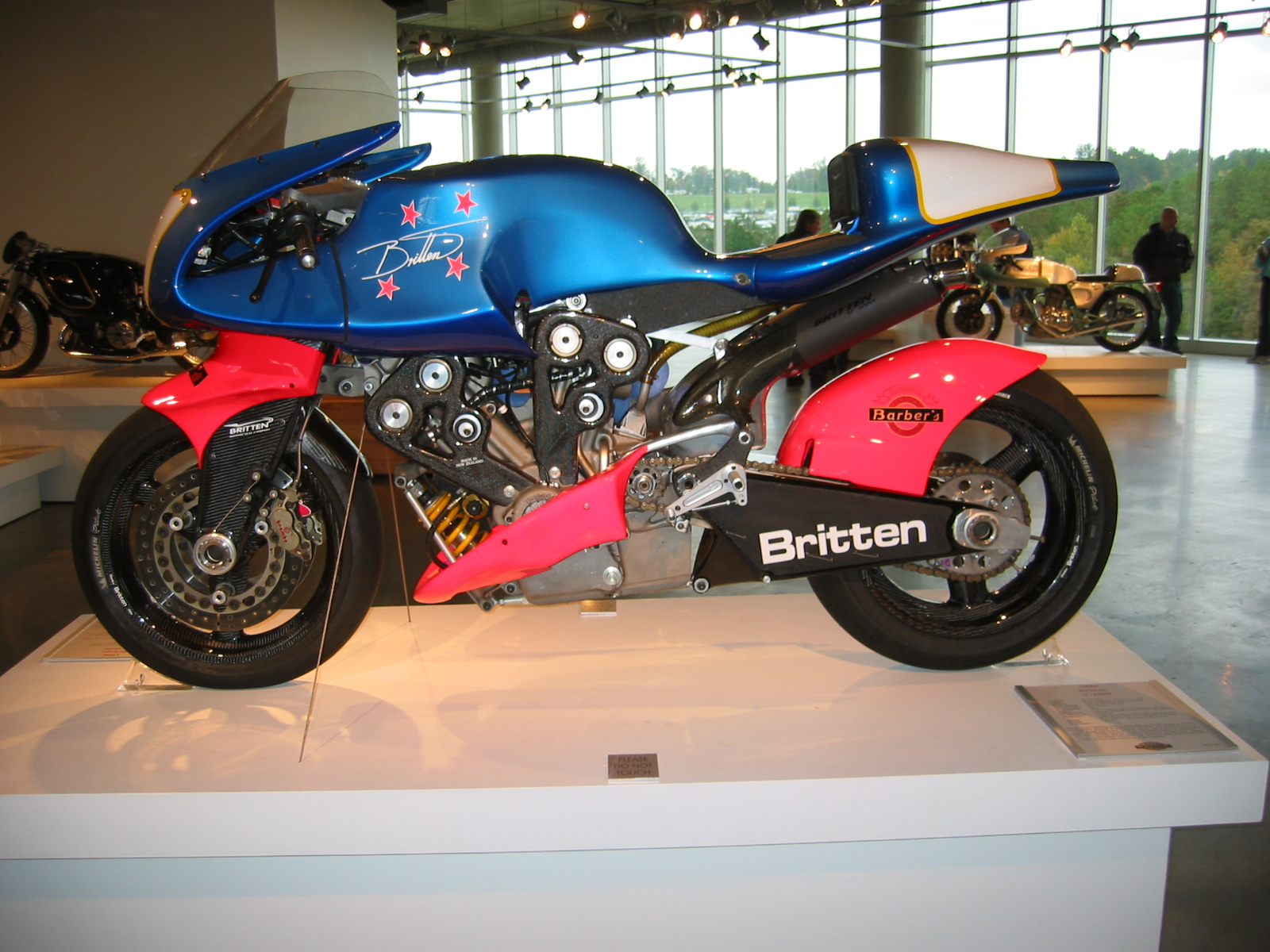
Britten V1000

Aquesta moto neozelandesa amb unes solucions molt poc convencionals va demostrar ser molt competitiva en curses. A part del prototipus inicial se'n construïren deu unitats amb sensibles diferències.

### Motocicleta de vapor
Un article de l’any 2004 presenta una motocicleta de vapor única muntada a partir d’una Harley Davidson de 1940 i un motor de vapor de 1902 d’un Toledo.

## Avions

### 1940. Grumman XF5F-1 Skyrocket .
Avió bimotor militar amb una configuració especial.

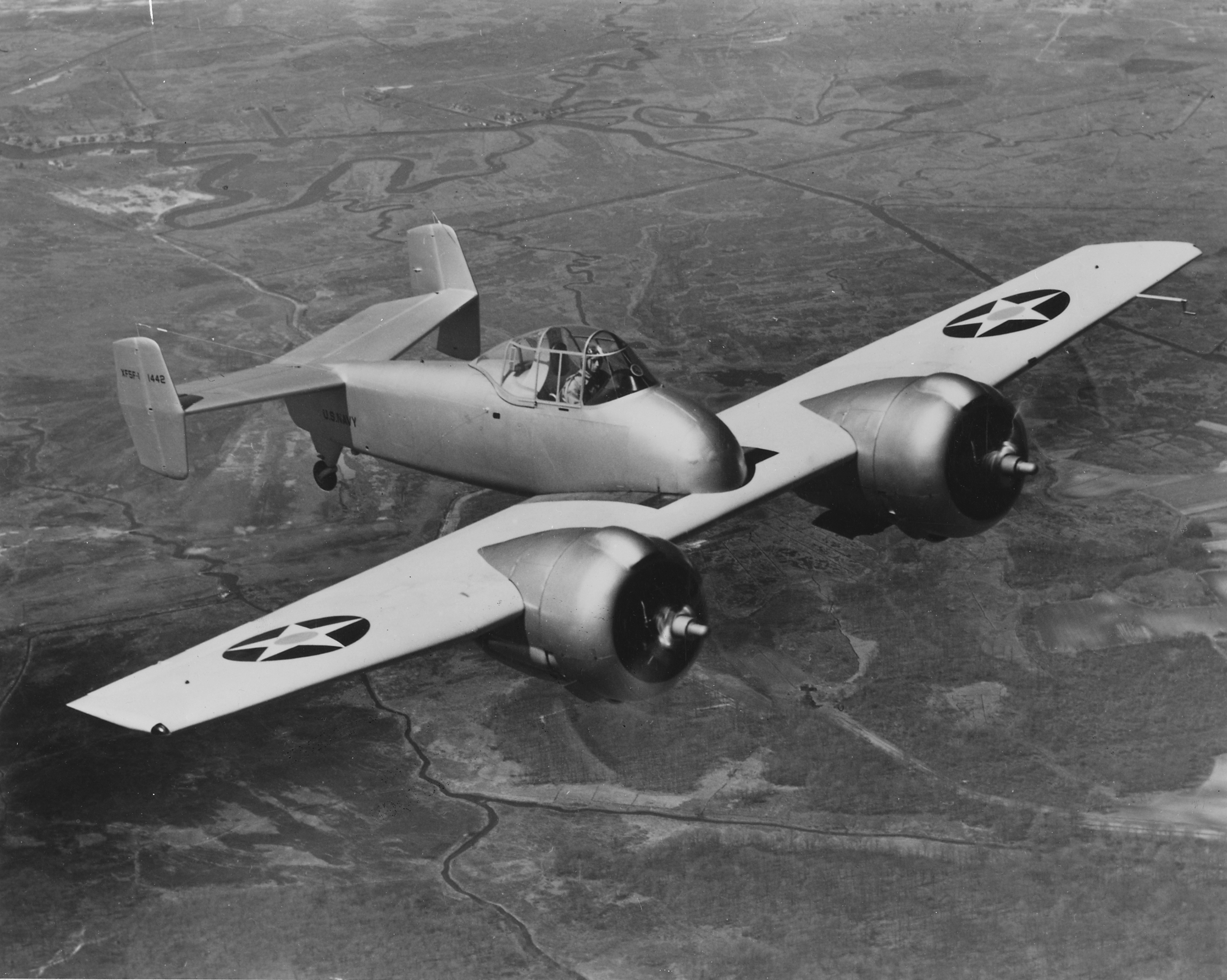
Grumman XF5F-1 Skyrocket.

## Dirigibles

### 1984. Dirigible White Dwarf
Dirigible de  propulsió humana.

## Vaixells
La majoria dels vaixells són únics. Les series, fins i tot les petites sèries, són una raresa.
El present article només presenta una mostra aleatòria de vaixells interessants per algun concepte.

### 1976. Bris II
Petit iot de 5.90 m d’eslora dissenyat i construït per Sven Yrvind (inventor del sextant Bris). Veler i propietari protagonitzaren nombroses travesses oceàniques.

### 1990. The Maltese Falcon

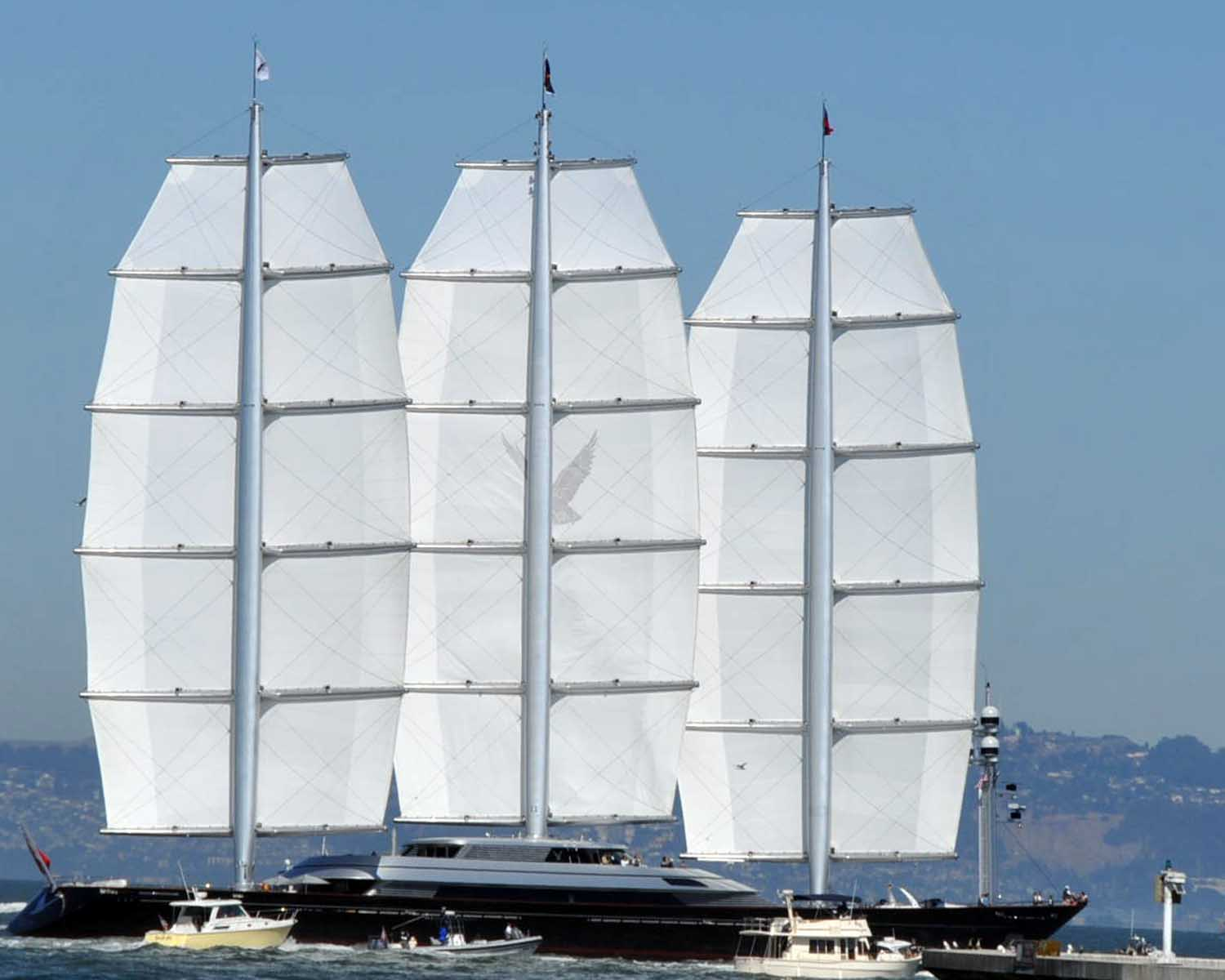
The Maltese Falcon navegant a tota vela (2008)

Es tracta d’un iot de 80 m d’eslora, 12.6 metres d’oberta i un desplaçament de 1240 tones. L’aparell és caire amb tres arbres auto-portants. Les veles s’hissen (en rigor “es despleguen”) des de l’interior de l’arbre. La superfície vèlica és de 2396 metres quadrats.

### 2005. Mega-iot Black Pearl
D’aparell semblant al del Maltese Falcon, la seva eslora és de 106.7 metres. El desplaçament és de 2864 tones i la superfície vèlica 2600 metres quadrats. Les veles incorporen cel·les solars.

## Carruatges

### Carro de la tomba deTutankamon
A més de la singularitat d’aquest carruatge, és interessant per les solucions constructives (rodes, encaix balder de la llança, plataforma trenada amb tires de cuir…) i tècniques (per exemple la lubricació dels eixos).

### Xerxes I de Pèrsia
Dos carruatges a destacar d’aquest rei de Pèrsia.
- El carro reial tirat per cavalls niseus. El cotxer anava assegut al seu costat.[31]
- Una harmamaxa.

### Carruatge fúnebre d'Alexandre el Gran
L’any 321 aC, dos anys després de la mort d’Alexandre, fou acabat un carruatge fúnebre que havia de portar el seu cos des de Babilònia fins a Alexandria. Es tractava d’un vehicle excepcional en tots els conceptes. Segons alguns anava arrossegat per 64 mules (en 8 columnes de 8).
Diodor de Sicília donà una descripció del conjunt en el llibre XVIIIè de les seves Històries (el capítol varia segons les versions). La narració de Diodor es pot consultar en les fonts següents:
- En grec i llatí.[33][34]
- en italià[35]
- en francès (cita indirecta amb gravat del vehicle)[36]

### Carrossa d’Alfons el Magnànim

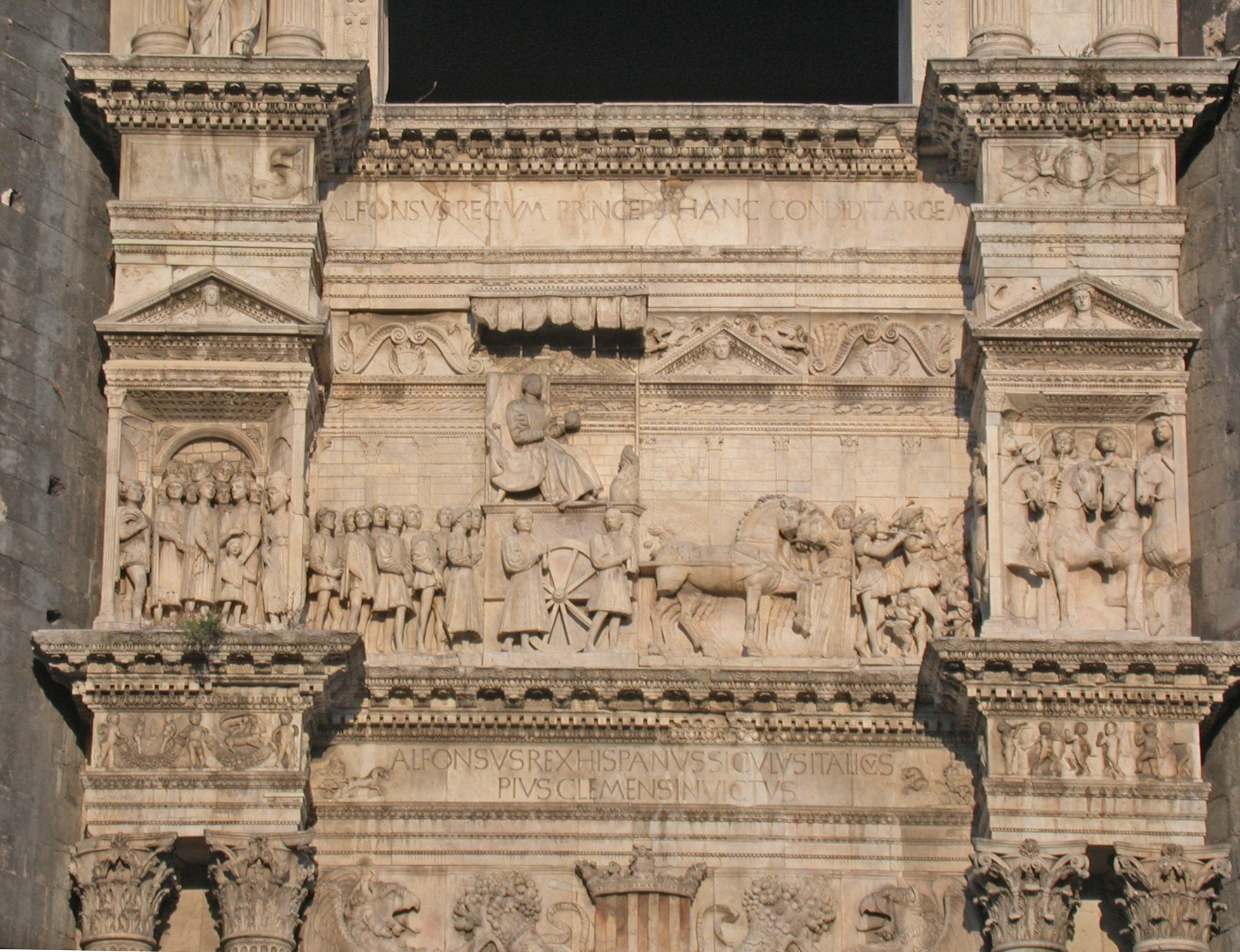
Relleus de l'arc de triomf al Castel Nuovo de Nàpols, esculpits per Francesco Laurana.

L'entrada triunfal d’Alfons el Magnànim a Nàpols fou magnificent. Segons el cronista Pietro Ranzano ho va fer sobre una carrossa de quatre rodes. El relleu de l'escultor Francesco Laurana mostra un carro de dues rodes. També la comitiva de l'escultura és més senzilla que la que va indicar el cronista. Zurita diu que el tir era de 4 cavalls blancs.

### Cotxe de cavalls deSamuel Pepys(1668)
Pepys va encarregar un cotxe de cavalls. En el seu diari dona detalls de les diverses etapes de l’adquisició: intenció de comprar un carruatge, visita a un carrosser, consell del seu cap Edward Montagu –primer comte de Sandwich- (expert en la matèria), canvi de carrosser, preu acordat, etapes de la construcció, cotxer, uniforme del cotxer, garatge pel cotxe, recepció del cotxe, canvi previst dels cavalls...Des del punt de vista tècnic les descripcions són migrades però permeten informar-se de la complexitat de comprar un carruatge nou en aquella època.

### Cotxe de cavalls deNapoleó Bonaparte(1815)
Un cop derrotat en la batalla de Waterloo l'emperador fugia en el seu cotxe de campanya quan el cotxe fou capturat. Napoleon es va escapar provisionalment, però el seu cotxer i els dos cavalls davanters foren abatuts. Aquest cotxe era prou especial: estava blindat i tenia dos compartiments. Transportava una munió d’objectes personals (molt luxosos) i accessoris militars. Hi ha diversos informes que descriuen el carruatge.

### Carruatge d'Isambard Kingdom Brunel
Isambard Brunel havia de viatjar molt per a tenir cura dels seus projectes. Cansat de llogar carruatges públics, va dissenyar i construir el seu propi cotxe tancat tirat per quatre cavalls. El cotxe tenia un llit, una taula de dibuix i molts calaixos per a guardar els estris de dibuix i els instruments topogràfics. No cal dir que hi havia un rebost per als queviures i les begudes. En una caixa disposada a l'efecte hi podia guardar 50 cigars “puros”. Quan viatjava assegut podia reclinar el seient i fer una becaina si les condicions eren favorables.